# Reformation (신학저널)
Reformation 신학저널은 영국의 틴데일 학회에서 발행되는 학술지이다. 종교 개혁시대와 관련된 논문들이 Taylor&Francis 출판사에 의해서 발행된다.